# Associazione Sportiva Solbiatese 1972-1973
Questa voce raccoglie le informazioni riguardanti l'Associazione Sportiva Solbiatese nelle competizioni ufficiali della stagione 1972-1973.

## Rosa
| N. |                   | Ruolo | Calciatore          |
| -- | ----------------- | ----- | ------------------- |
|    | Italia (bandiera) | C     | Gilberto Antonioli  |
|    | Italia (bandiera) | A     | Enrico Berni        |
|    | Italia (bandiera) | A     | Virgilio Bertoni    |
|    | Italia (bandiera) | C     | Francesco Brusati   |
|    | Italia (bandiera) | P     | Mario Caccialanza   |
|    | Italia (bandiera) | C     | Adelio Crespi       |
|    | Italia (bandiera) |       | D'Antoni            |
|    | Italia (bandiera) | D     | Luciano Fiorin      |
|    | Italia (bandiera) | A     | Andrea Fruggeri     |
|    | Italia (bandiera) | A     | Giovanni Fumagalli  |
|    | Italia (bandiera) | A     | Pierluigi Invernici |

| N. |                   | Ruolo | Calciatore        |
| -- | ----------------- | ----- | ----------------- |
|    | Italia (bandiera) | C     | Fabrizio Larini   |
|    | Italia (bandiera) |       | Lavazza           |
|    | Italia (bandiera) | A     | Angelo Marella    |
|    | Italia (bandiera) | A     | Narciso Pezzotti  |
| 9  | Italia (bandiera) | A     | Toneguzzi Walter  |
|    | Italia (bandiera) | D     | Tommaso Rossi     |
|    | Italia (bandiera) | A     | Ugo Tosetto       |
|    | Italia (bandiera) | D     | Giuliano Vincenzi |
|    | Italia (bandiera) | C     | Domenico Volpati  |
|    | Italia (bandiera) | P     | Eugenio Zecchina  |